# MMS43-Code

Beispiel für eine 4B3T-Kodierung

MMS43-Code (Modified Monitored Sum 43 - Code) ist ein Leitungscode aus dem Bereich der Telekommunikation. 
Dabei werden aus vier binären Werten (Bits) drei ternäre (dreiwertige) Werte mit den Stufen -, 0 und + gebildet. Er wird deshalb auch 4B3T-Code (4 Binär 3 Ternär) genannt.
Durch die Kodierung erreicht man die Gleichsignalfreiheit im Leistungsdichtespektrum des Sendesignals. Dies ist insbesondere notwendig, damit das Signal die im Telefonnetz üblichen Übertrager passieren kann. Die Kodierung fügt dem Signal allerdings eine relative Redundanz von 0,159 hinzu.
Die 4B3T-Kodierung wird hauptsächlich für die UK0-Teilnehmeranschlussleitung bei ISDN-Basisanschlüssen genutzt und neuerdings Ethernet Advanced Physical Layer. 

## Gleichanteil-Unterdrückung
Um die Gleichsignalfreiheit zu erreichen, verfolgt der Sender/Kodierer den bisher akkumulierten Gleichanteil und verwendet für manche der 16 möglichen Eingangsworte unterschiedliche Ausgangsworte, so dass der insgesamt akkumulierte Gleichanteil beschränkt bleibt.
Folgende Ausgangsworte sind gleichanteilsfrei und verändern den akkumulierten Gleichanteil nicht:
| 3T    | 4B                |
| ----- | ----------------- |
| 0 0 0 | Leitung ungenutzt |
| + 0 − | 1011              |
| + − 0 | 0010              |
| 0 + − | 1110              |
| 0 − + | 0001              |
| − 0 + | 0111              |
| − + 0 | 0100              |

Folgende Ausgangsworte haben einen Gleichanteil, daher sind jedem Eingangswort zwei Ausgangsworte zugeordnet (ein „positives“ und ein „negatives“):
| 3T (pos) | 3T (neg) | 4B   |
| -------- | -------- | ---- |
| + 0 +    | 0 − 0    | 0000 |
| 0 0 +    | − − 0    | 0011 |
| 0 + +    | − 0 0    | 0101 |
| − + +    | − − +    | 0110 |
| + 0 0    | 0 − −    | 1000 |
| + − +    | − − −    | 1001 |
| + + −    | + − −    | 1010 |
| + + +    | − + −    | 1100 |
| 0 + 0    | − 0 −    | 1101 |
| + + 0    | 0 0 −    | 1111 |